# جيولوجيا كوكبية

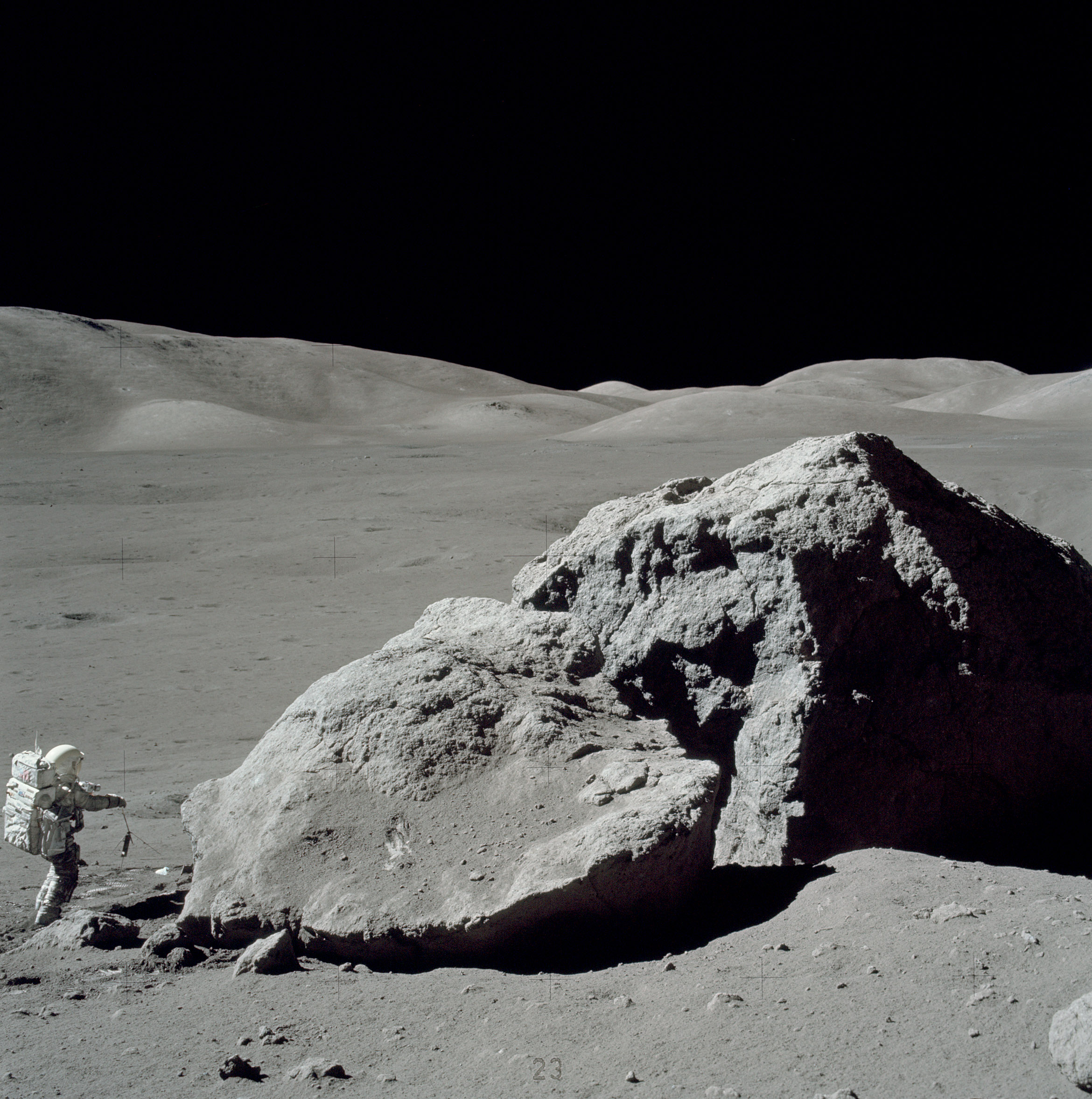
الجيولوجي ورائد الفضاء هاريسون شميت يجمع عينات من سطح القمر خلال رحلة أبولو 17 عام 1972

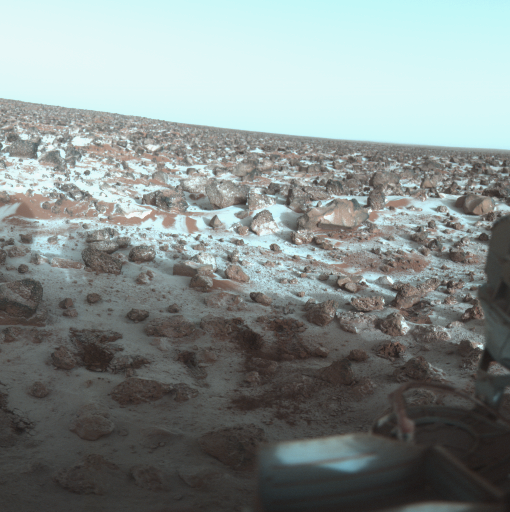
سطح المريخ صورة من مركبة فايكنغ 2 في 9 ديسمبر 1977

جيولوجيا كوكبية (بالإنجليزية: Planetary geology)‏ هي علم حديث ظهر مع تطور علم الفلك والفضاء ويطبق مبادئ علم الجيولوجيا والكيمياء الجيولوجية والفيزياء الجيولوجية الأرضية على القمر والكواكب السيارة والأقمار والمذنبات والكويكبات وحزام كايبر والحلقات التي تتكون حول الكواكب.
ويشمل علم جيولوجيا الكواكب مواضيع مثل تحديد الهيكل الداخلي للكواكب الصخرية وتكوينها البركاني وتدفق الحمم والأنهار القديمة ودراسة سطح الكواكب والأقمار التابعة لها وتأثير الرياح وسقوط النيازك ودراسة هياكل الكواكب العملاقة وأقمارها .